# SGT5-8000H
Die SGT5-8000H ist eine von Siemens Energy hergestellte Gasturbine für den 50-Hz-Markt. Das 60-Hz-Modell heißt SGT6-8000H. Hergestellt wird sie im Gasturbinenwerk in Berlin-Moabit.

## Technische Daten
Mit einer Leistung von 450 MW gehört die SGT5-8000H zu den leistungsstärksten Gasturbinen der Welt. Die Gasturbineneinheit hat einen Wirkungsgrad von über 41 % (bzw. eine Heat Rate unter 8780 kJ/kWh). Bei einem Druckverhältnis von 21:1 generiert sie einen Abgasmassenstrom von 935 kg/s bei 630 °C. Die NOX-Emissionen liegen unter 25 ppm, bezogen auf den Brennstoff Erdgas. Die Turbomaschine hat ein Gewicht von 445 t und ist 12,6 m lang, bei einem Durchmesser von 5,5 m.
Die Maschine ist für den Betrieb in Gas-und-Dampf-Kombikraftwerken (GuD) optimiert. In der Single-Shaft-Anordnung, die von Siemens als SCC5-8000H 1S bezeichnet wird, liefert sie eine elektrische Nettoleistung von 665 MW und in der Multi-Shaft-Anordnung 2x1 1335 MW. In KWK-Ausführung kann sie bis zu 30 % Nutzwärme auskoppeln, was jedoch dazu führt, dass die elektrische Nettoleistung sinkt. Innerhalb von 30 min nach einem Heißstart erreicht das GuD-Kraftwerk die volle Leistung des Kombiprozesses.

## Entwicklung und Wettbewerber
Ein Prototyp wurde erfolgreich in Block 4 des Kraftwerks Irsching in den Jahren 2008 und 2009 erprobt. Ein Testlauf im Kraftwerk Lausward in Düsseldorf im Januar 2016 ergab einen elektrischen Wirkungsgrad des GuD-Kraftwerksblocks von 61,5 %.
Der Wettbewerber General Electric bietet in der sogenannten H-Klasse die Modelle 9HA (50 Hz) bzw. 7HA (60 Hz) an. MHI hat mit der M701j bzw. M501J eine ähnlich starke Gasturbine im Portfolio. Ansaldo Energia, als (Teil-)Nachfolger von Alstom, hat mit der GT36 ebenfalls eine Turbine dieser Leistungsklasse entwickelt.

## Einsätze
Im März 2022 gab Siemens Energy den Verkauf der 100. SGTx-8000H bekannt. Die davon bereits in Betrieb gesetzten Turbinen hatten zu diesem Zeitpunkt zusammen 2,5 Millionen Betriebsstunden angesammelt.
Einige ausgewählte Projekte: 
50-Hz-Version (SGT5-8000H, Gasturbinenleistung bis 450 MW):
- Nach Abschluss des Probebetriebs der SGT5-8000H in Irsching-4 wurde die Anlage um einen nachgeschalteten Abhitzedampferzeuger ergänzt. Das fertiggestellte Gas-und-Dampf-Kombikraftwerk wurde am 15. September 2011 unter dem Namen Kraftwerk Ulrich Hartmann von E.ON in Betrieb genommen.[7]
- Eine weitere Turbine ist im Block Fortuna des Kraftwerks Lausward in Düsseldorf installiert. Das GuD-Kraftwerk erreicht einen elektrischen Wirkungsgrad von 61,5 %. Bei Einberechnung der Fernwärmeauskopplung wird ein Brennstoffnutzungsgrad von ca. 85 % erreicht.[8]
- Im März 2015 ging eine SGT5-8000H in Samsun (Türkei) in Betrieb.
- Zwei Turbinen wurden im neuen GuD-Kraftwerk Prai in Seberang Perai (Malaysia) verbaut, die Inbetriebnahme war 2016.
- Vier Turbinen sollten für den Raffineriekomplex RAPID in Johor (Malaysia) geliefert werden und dort ab 2017 1220MW Elektrizität und 1480 Tonnen Prozessdampf pro Stunde erzeugen.[9]
- 24 Stück (je 8 Stück) für die Kraftwerke Beni Suef, Burullus und New Capital in Ägypten.
- Im Kraftwerk Herne wurde eine GuD-Anlage (Block 6) auf Basis der SCC5-8000H 1S errichtet. Die Inbetriebnahme war am 2. September 2022.[10][11]

60-Hz-Version (SGT6-8000H, bis 310 MW):
- Der US-amerikanische Stromversorger Florida Power & Light (FPL) bestellte sechs Turbinen für zwei Gas- und Dampfkraftwerke. Die erste der sechs Turbinen ging Ende November 2012 in Cape Canaveral in Betrieb, die restlichen fünf Stück gingen zwischen 2013 und 2014 in kommerziellen Betrieb.
- Ein schlüsselfertiges Kraftwerk (1 × SGT6-8000H) wurde in Bugok (Südkorea) errichtet und ging 2013 ans Netz.[12]
- Zwei SGT6-8000H wurden für ein schlüsselfertiges Kraftwerk in der südkoreanischen Stadt Ansan bestellt. Durch Fernwärmeauskopplung beträgt der Brennstoffnutzungsgrad über 75 %. Die Inbetriebnahme fand 2014 statt.[13]
- Die insgesamt vierte SGT6-8000H für den koreanischen Markt wurde im April 2012 für ein Kraftwerk in der Stadt Andong bestellt und ging im April 2014 in den kommerziellen Betrieb.[14]
- Im Juli 2012 wurden erneut drei Maschinen nach Südkorea verkauft: Das Unternehmen Posco Energy orderte die Turbinen für eine Erweiterung des bestehenden Kraftwerksstandorts Incheon in der Nähe von Seoul.[15]
- Im neuen Kraftwerk San Gabriel auf den Philippinen ging im Jahr 2016 eine Maschine in Betrieb.[16][17]